# Burseskogen
Burseskogen är ett naturreservat i Ljusdals kommun i Gävleborgs län.
Området är naturskyddat sedan 2018 och är 497 hektar stort. Reservatet består av tallskog, granskog och våtmarker kring Örasjöån. 